# Ulica Wróbla w Zgierzu
Ulica Wróbla (dawniej: Sperlinggasse) – ulica w Zgierzu położona w obszarze Starego Miasta.

## Historia
Ulica Wróbla należy do najstarszej części miasta, którego układ przestrzenny ukształtował się już w średniowieczu. W okresie okupacji hitlerowskiej używana była nazwa niemiecka: Sperlinggasse. Poza tym okresem nazwa ulicy przetrwała w niezmienionym brzmieniu do współczesności. Ulica Wróbla występuje na planie Zgierza z 1821 r., nie obejmując początkowo fragmentu północno-wschodniego (nazwanego pierwotnie Przejazd lub ulica Poprzeczna), który na mapach z początku XX w. stanowi już przedłużenie ulicy Wróblej. W okresie międzywojennym przy ulicy Wróblej istniało przedszkole prowadzone przez zakonnice, które w okresie PRL zostało upaństwowione.

### Wróbla 4
Przy ulicy Wróbla 4 znajduje się budynek uchodzący za najstarszy dom drewniany w Zgierzu. Wybudowany według niektórych źródeł jeszcze w XVIII w., według innych – dopiero w drugiej połowie XIX w. Na skutek niedostatecznej konserwacji budynek utracił dawny wygląd (w tym drewnianą elewację), zachował jednak kształt charakterystyczny dla dawnego budownictwa miejskiego. Obiekt figuruje w gminnej ewidencji zabytków.

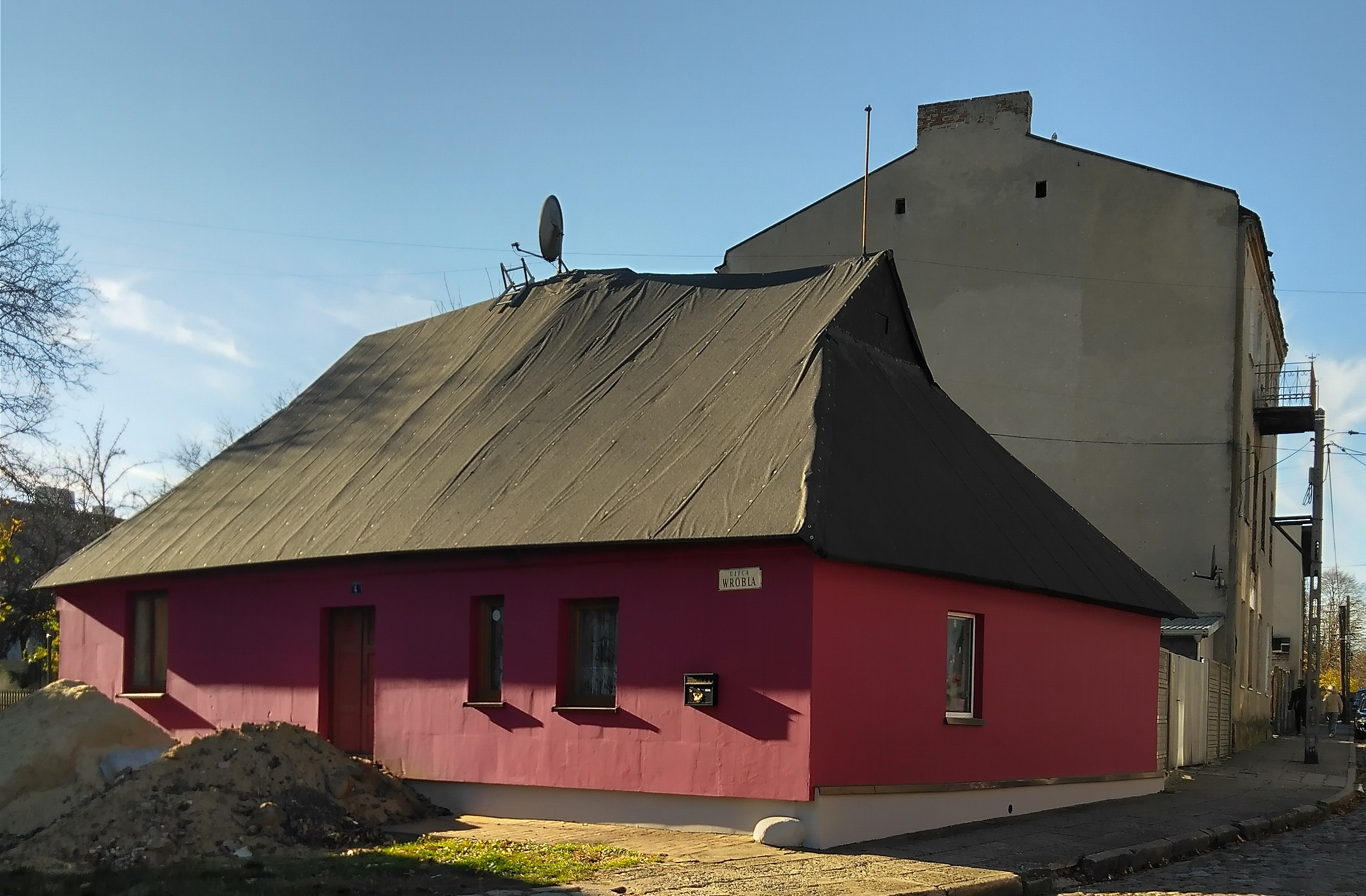
Budynek przy ul. Wróblej 4 – stan w 2024 r.

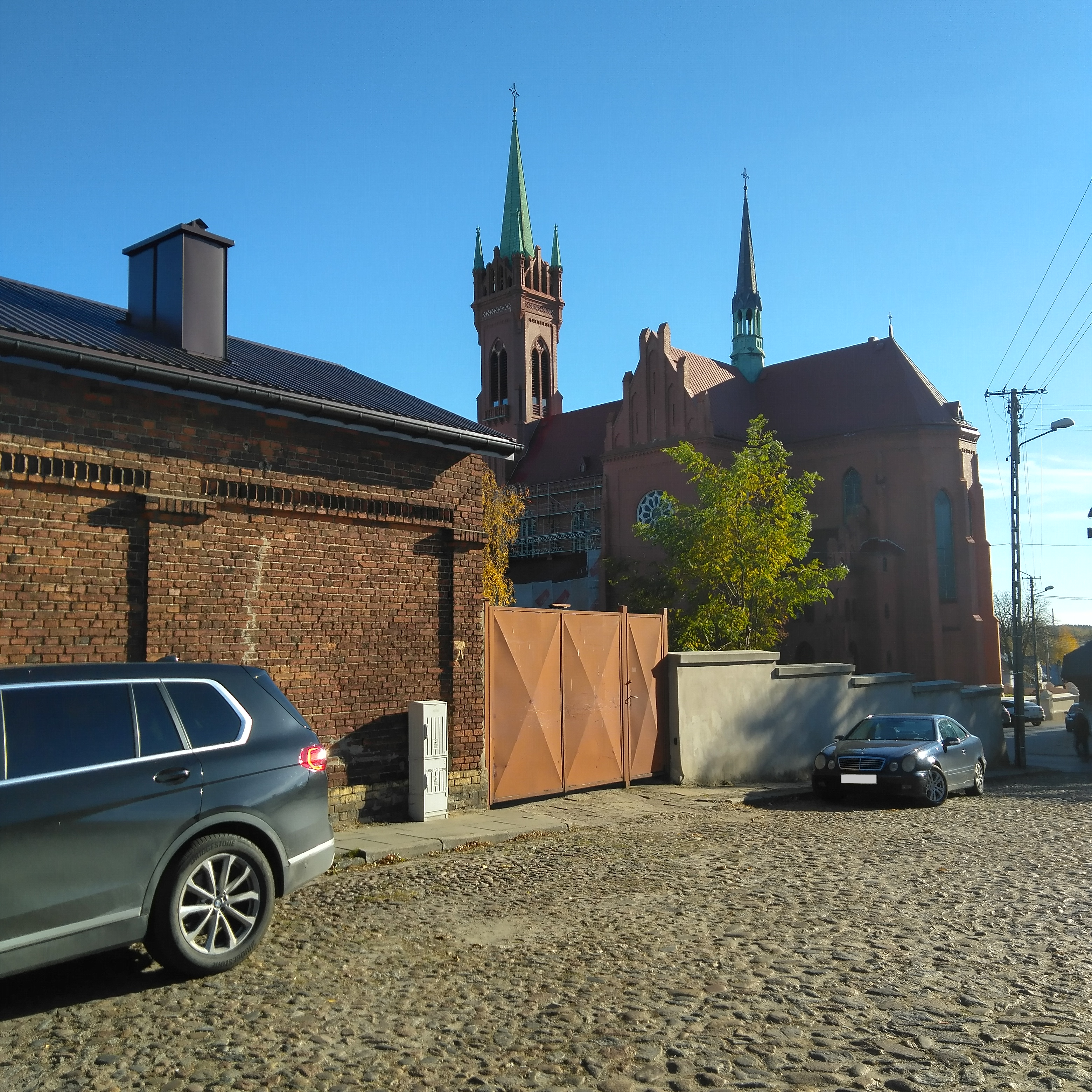
Ulica Wróbla w Zgierzu – miejsce nagrań do filmu Ida (2013)

## Ulica Wróbla w filmie
Z uwagi na dobrze zachowane elementy dawnego krajobrazu miejskiego ulica Wróbla (wraz z sąsiadującą ulicą Szeroką) była wykorzystywana jako plener filmowy. W tej lokalizacji odbywały się nagrania do filmów:
- 300 mil do nieba (1989, reż. Maciej Dejczer)[7][8]
- Ida (2013, reż. Paweł Pawlikowski)[9]
- Gra z cieniem (serial 2024-, reż. Kinga Dębska)[10]

W 2024 r. na skrzyżowaniu ulic Wróbla i Szerokiej odbyły się nagrania do filmu Zamach na papieża (reż. Władysław Pasikowski)